# Teplá dolina
Teplá dolina – dolina w Wielkiej Fatrze na Słowacji. Jest orograficznie lewym odgałęzieniem Doliny Rewuckiej (Revúcka dolina). Ma wylot na wysokości około 640 m. Górą podchodzi pod Severné Rakytovské sedlo (ok. 1405 m) w tzw. liptowskiej grani Wielkiej Fatry. Jej orograficznie lewe zbocza tworzy południowo-wschodni grzbiet Rakytova (1567 m), prawe południowo-wschodni grzbiet Tanečnicy (1462 m).
Dolina jest porośnięta lasem i znajduje się w obrębie Parku Narodowego Wielka Fatra. Dnem doliny spływa Teplý potok. Znajdują się na nim wodospady. Największy z nich to Dolný vodopád Teplého potoka. Wodospad ten wraz z otoczeniem to rezerwat przyrody Prielom Teplého potoka. Na mapie internetowej wodospad opisany jako Vodopád na Teplom potoku.
Dnem doliny prowadzi droga i znakowany szlak turystyczny. Na dnie doliny znajduje się nieduża polana z paśnikiem dla zwierząt. W obrębie rezerwatu Prielom Teplého potoka znajdują się w stokach doliny skały, a w nich kilka jaskiń.

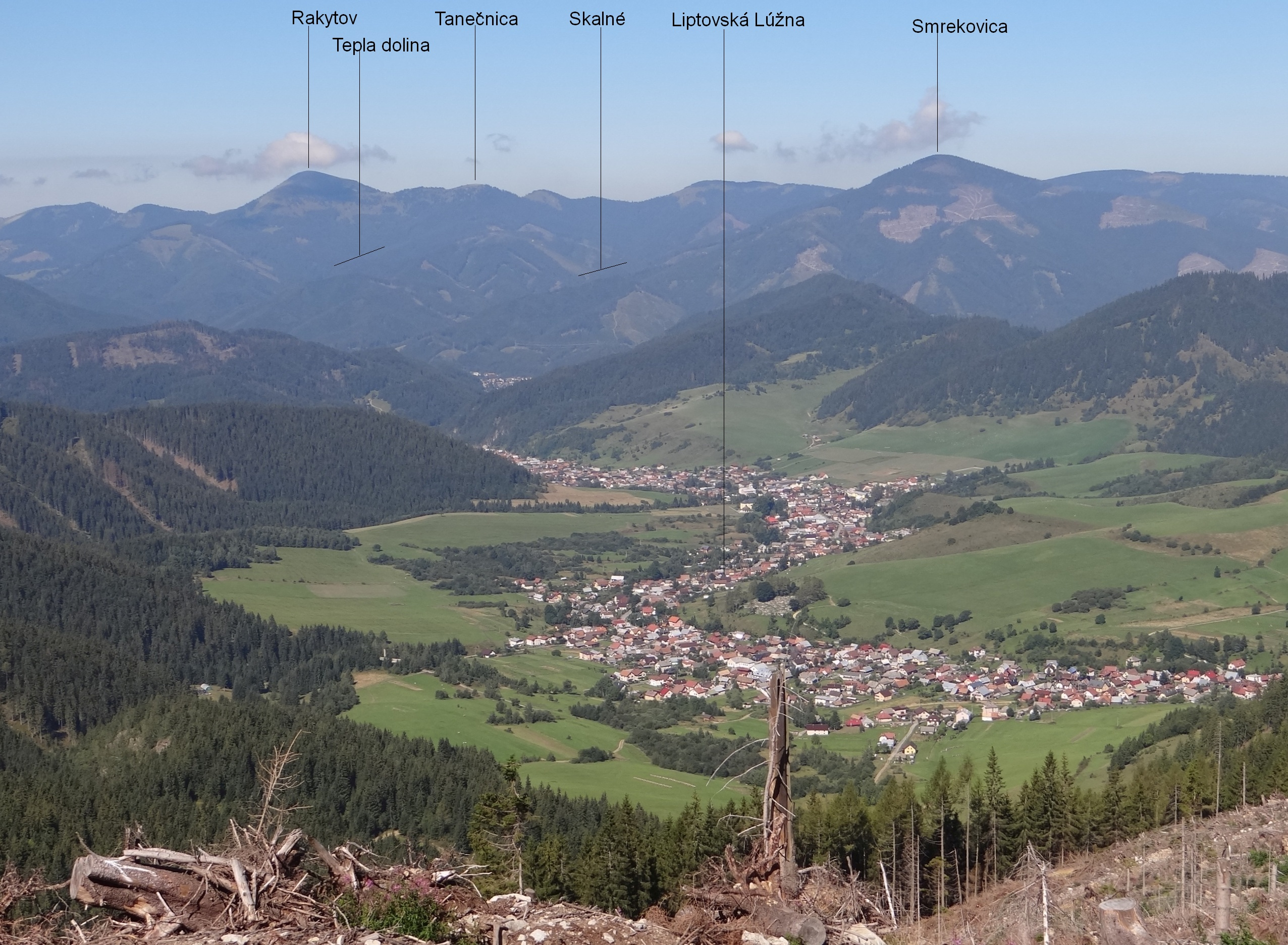
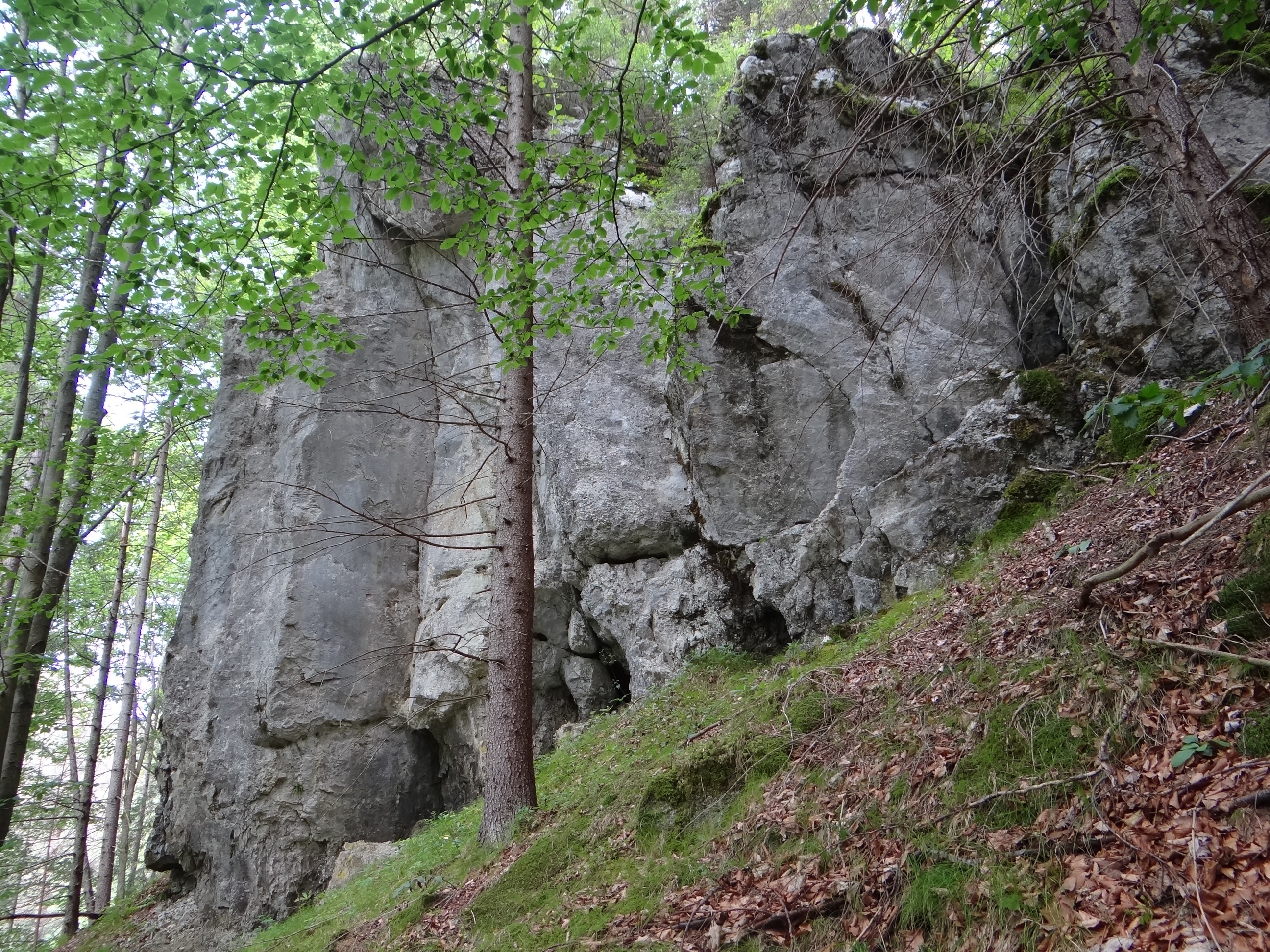
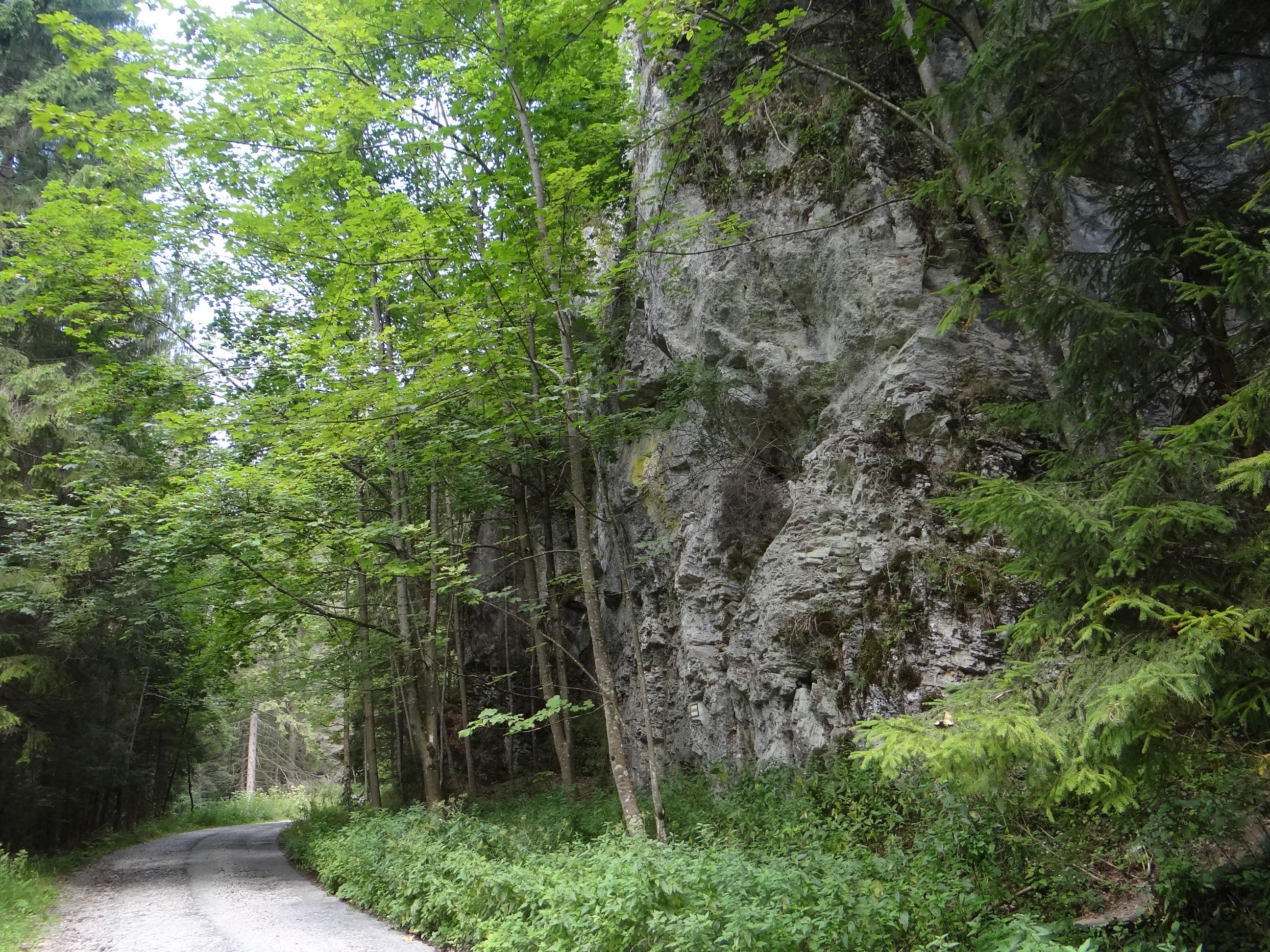
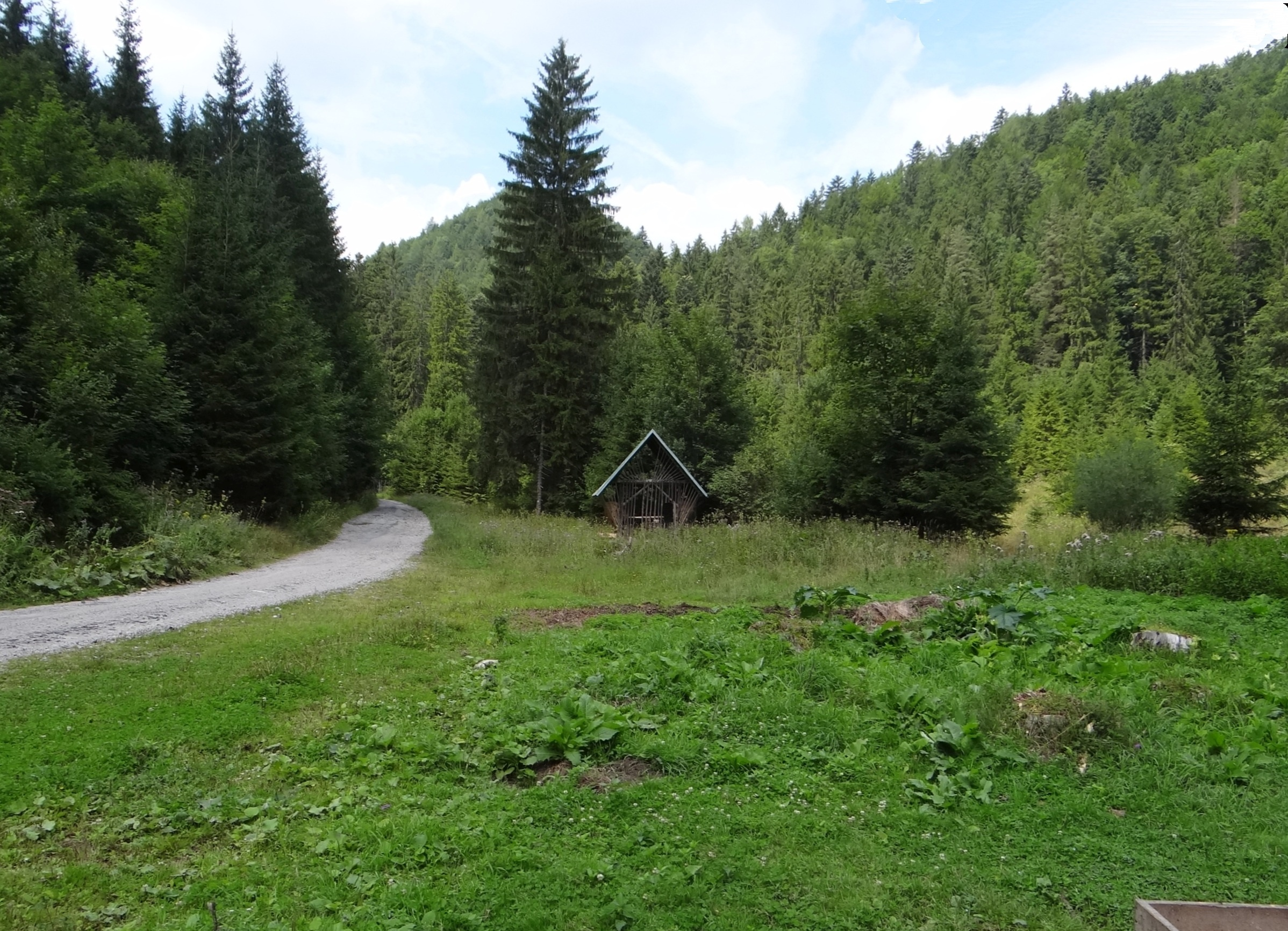
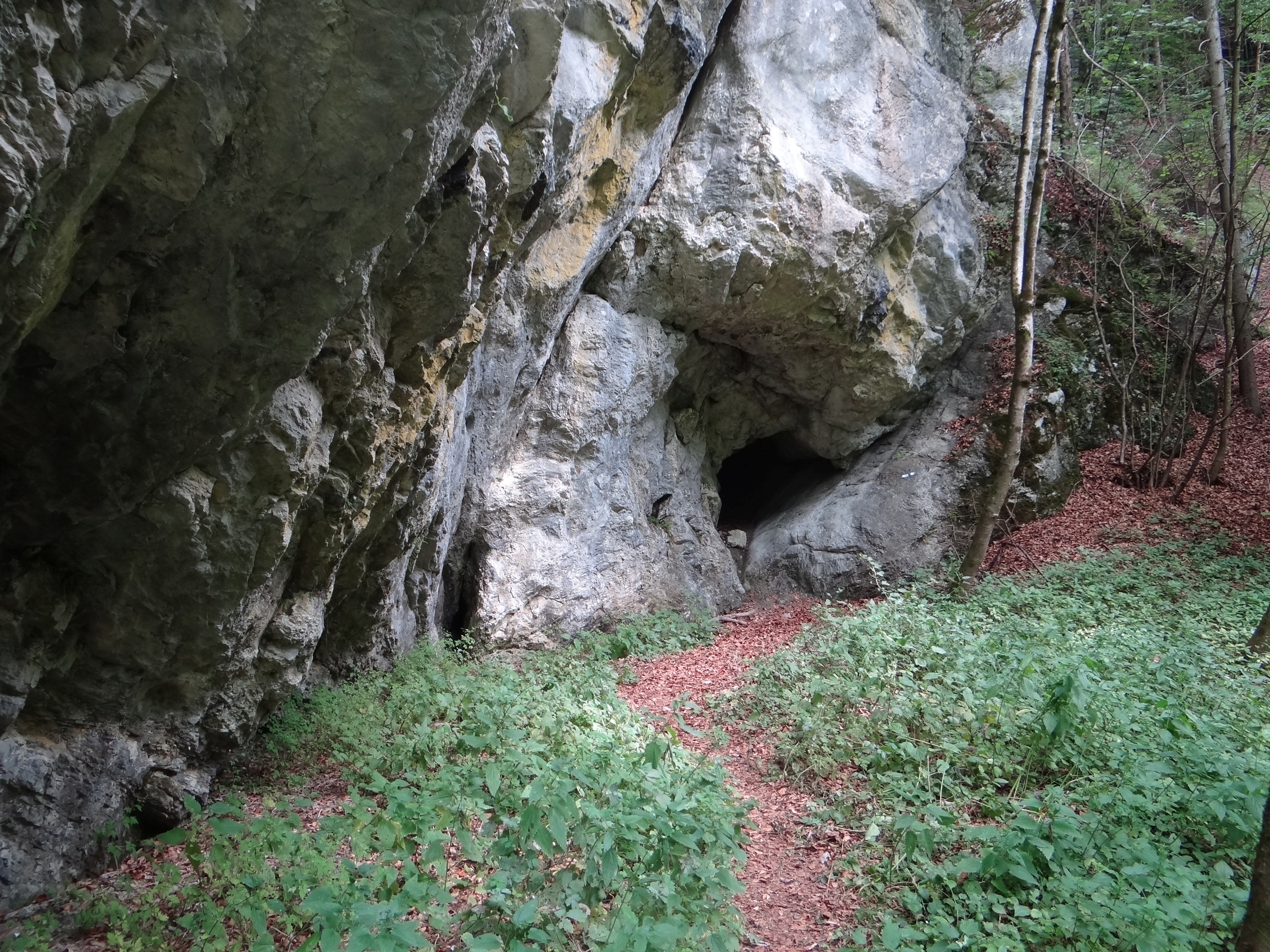

## Szlaki turystyczne
Teplé – Teplá dolina – útulňa Limba – Severné Rakytovské sedlo. Odległość 6,1 km, suma podejść 780 m, czas przejścia: 2:25 h (z powrotem 1:45 h)